# Новофедорівка (Вознесенський район)
Новофе́дорівка — село в Україні, у Новомар'ївській сільській громаді Вознесенського району Миколаївської області. Населення становить 17 осіб. Колишній орган місцевого самоврядування — Ганнівська сільська рада.

## Населення
Згідно з переписом УРСР 1989 року чисельність наявного населення села становила 21 особа, з яких 10 чоловіків та 11 жінок.
За переписом населення України 2001 року в селі мешкало 17 осіб.

### Мова
Розподіл населення за рідною мовою за даними перепису 2001 року:
| Мова       | Відсоток |
| ---------- | -------- |
| українська | 64,71 %  |
| молдовська | 35,29 %  |